# Topleț

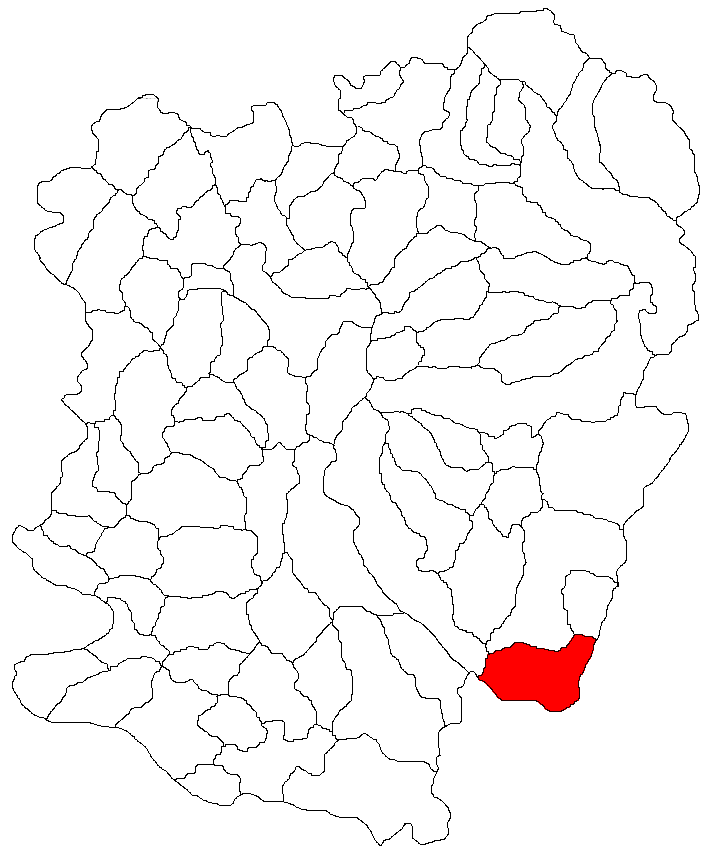
Lage der Gemeinde Topleț im Kreis Caraș-Severin

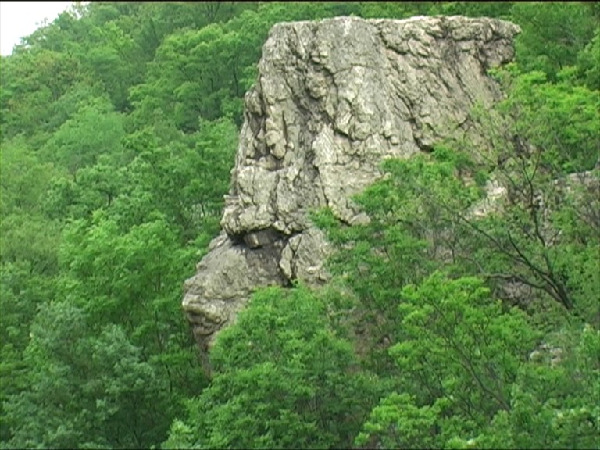
Die Sfinx von Topleț

Topleț (deutsch Töplitz, ungarisch Toplecz oder Csernahévíz, serbokroatisch Toplec) ist eine Gemeinde im Kreis Caraș-Severin in der Region Banat in Rumänien. Zur Gemeinde Topleț gehört auch das Dorf Bârza.

## Geografische Lage
Topleț liegt im Südwesten des Kreises Caraș-Severin, an der Europastraße E70, in 8 km Entfernung von Orșova und 8 km von Băile Herculane, dicht an der Grenze zum Kreis Mehedinți.

## Nachbarorte
| Eftimie Murgu | Băile Herculane                             | Moisești |
| Ravensca      | Kompassrose, die auf Nachbargemeinden zeigt | Bunoaica |
| Bigăr         | Orșova                                      | Bahna    |

## Geschichte
Eine erste urkundliche Erwähnung von Topleț stammt aus dem Jahr 1436 von Frigyes Pesty. Der Name Toplec kommt aus dem Slawischen und bedeutet warm.
Auf der Josephinischen Landaufnahme von 1717 ist der Ort Dopliz eingetragen. Nach dem Frieden von Passarowitz (1718) war die Ortschaft Teil der Habsburger Krondomäne Temescher Banat.
1768 wurde das „Walachische Bataillon“ der Banater Militärgrenze aufgestellt. Es hatte vier Kompanien und 2.383 Grenzer in Topleț, Globurău, Ilova und Ohaba-Bistra, heute Stadtteil von Oțelu Roșu. 1775 wurde das „Walachische Bataillon“ mit dem „Illyrischen Regiment“ zu dem „Walachisch-illyrischen Regiment“ vereint.
Infolge des Österreichisch-Ungarischen Ausgleichs (1867) wurde das Banat dem Königreich Ungarn innerhalb der Doppelmonarchie Österreich-Ungarn angegliedert. Die amtliche Ortsbezeichnung war Toplecz. 1908 wird Csernahévíz die amtliche Bezeichnung.
Der Vertrag von Trianon am 4. Juni 1920 hatte die Dreiteilung des Banats zur Folge, wodurch Topleț an das Königreich Rumänien fiel.

## Banater Sfinx
Die Banater Sphinx, auch Sfinx von Topleț genannt, ist ein Megalith im Cernatal, auf dem Areal der Gemeinde Topleț. Der 16 Meter hohe und 8 Meter breite Felsbrocken entstand im Laufe der Zeit durch Wind- und Wassererosion. Seinen Namen verdankt er der Ähnlichkeit mit einem menschlichen Kopf. Die Banater Sphinx wurde 1982 zum  Naturdenkmal erklärt und ist seit 1990 Teil des Nationalparks Domogled-Valea Cernei.

## Bevölkerungsentwicklung
| 1880 | 1652 | 1565 | 28 | 49  | 10            |
| 1910 | 2671 | 2327 | 69 | 201 | 74            |
| 1930 | 2752 | 2322 | 35 | 265 | 130           |
| 1977 | 3170 | 3032 | 21 | 44  | 73            |
| 2002 | 2923 | 2796 | 10 | 15  | 102           |
| 2011 | 2625 | 2409 | 5  | 11  | 200 (92 Roma) |
| 2021 | 2246 | 2044 | 2  | -   | 200 (2 Roma)  |